# Kischinskinia scandens
Genre
Espèce
Kischinskinia scandens est une espèce éteinte d'oiseaux de l'ordre des passereaux (Passeriformes) de la super-famille des Certhioidea ayant vécu au Miocène inférieur il y a environ −16 à −14 Ma (millions d'années), dans le genre Kischinskinia.

## Taxinomie
En 2016, un tarsométatarse droit fossile est trouvé au lac Baïkal. Ce matériel (PIN, no 2614/219) est décrit en 2018 sous le nom de Kischinskinia scandens et date du Miocène inférieur. Il appartient probablement à un oiseau grimpeur de la super-famille des Certhioidea, sans que sa position exacte dans ce groupe ne soit déterminée. Cette découverte est à comparer à celle de Certhiops rummeli, fossile décrit de la même époque à partir de matériel collecté en Bavière, et appartenant aussi à un oiseau grimpeur de la super-famille des Certhioidea.